# Солець (Лодзинське воєводство)
Солець (пол. Solec) — село в Польщі, у гміні Парадиж Опочинського повіту Лодзинського воєводства.
Населення — 146 осіб (2011).
У 1975-1998 роках село належало до Пйотрковського воєводства.

## Демографія
Демографічна структура станом на 31 березня 2011 року:
|          | Загалом | Допрацездатний вік | Працездатний вік | Постпрацездатний вік |
| -------- | ------- | ------------------ | ---------------- | -------------------- |
| Чоловіки | 70      | 21                 | 46               | 3                    |
| Жінки    | 76      | 24                 | 31               | 21                   |
| Разом    | 146     | 45                 | 77               | 24                   |